# Seznam hor a kopců v Ázerbájdžánu
Toto je seznam významných hor a kopců v Ázerbájdžánu řazený podle jejich nadmořské výšky.

## Seznam hor a kopců
| m    | Název vrcholu       | Fotografie | Pohoří            | Souřadnice                       | Poznámka                                          |
| ---- | ------------------- | ---------- | ----------------- | -------------------------------- | ------------------------------------------------- |
| 4467 | Bazardüzü           |            | Velký Kavkaz      | 41°13′14″ s. š., 47°51′29″ v. d. | Nejvyšší vrchol Ázerbájdžánu a Dagestánu          |
| 4243 | Shahdagh            |            | Velký Kavkaz      | 41°16′12″ s. š., 48°00′18″ v. d. |                                                   |
| 4191 | Tufandag            |            | Velký Kavkaz      | 41°09′45″ s. š., 47°59′30″ v. d. |                                                   |
| 4079 | Čarundag/Çarındağ   |            | Velký Kavkaz      | 41°12′24″ s. š., 47°43′33″ v. d. |                                                   |
| 4020 | Ragdan              |            | Velký Kavkaz      | 41°11′34″ s. š., 47°45′15″ v. d. |                                                   |
| 3905 | Kapydžik            |            | Zangezurský hřbet | 39°09′32″ s. š., 46°00′13″ v. d. | Nejvyšší hora Zangezurského hřbetu                |
| 3880 | Malkamud/Məlkəmud   |            | Velký Kavkaz      | 41°14′17″ s. š., 47°37′10″ v. d. |                                                   |
| 3724 | Gamış               |            | Malý Kavkaz       | 40°16′20″ s. š., 46°22′06″ v. d. | Nejvyšší bod Náhorního Karabachu a Malého Kavkazu |
| 3724 | Murovdag            |            | Malý Kavkaz       | 40°18′39″ s. š., 46°13′55″ v. d. |                                                   |
| 3713 | Khinalug/Xınalıq    |            | Velký Kavkaz      | 41°07′39″ s. š., 48°06′30″ v. d. |                                                   |
| 3629 | Babadağ             |            | Velký Kavkaz      | 41°01′12″ s. š., 48°18′17″ v. d. |                                                   |
| 3367 | Hinaldag            |            | Malý Kavkaz       | 40°17′46″ s. š., 45°59′38″ v. d. |                                                   |
| 3065 | Kapaz/Kəpəz dağı    |            | Malý Kavkaz       | 40°21′06″ s. š., 46°20′40″ v. d. |                                                   |
| 2800 | Porak/Axarbaxar     |            | Vardenis          | 40°01′44″ s. š., 45°44′26″ v. d. |                                                   |
| 2478 | Dizapait            |            | Náhorní Karabach  | 39°33′05″ s. š., 46°49′47″ v. d. | Na vrcholu se nalézá monastýr Katarovank          |
| 1821 | Alidža/AƏlincə dağ  |            | Zangezurský hřbet | 39°11′48″ s. š., 45°41′47″ v. d. |                                                   |
| 1049 | Pirdireki/Pirdirəyi |            |                   | 40°39′18″ s. š., 48°37′53″ v. d. |                                                   |
| 500  | Besh Barmag         |            |                   | 40°56′51″ s. š., 49°13′24″ v. d. |                                                   |